# Trận Cambrai (1917)

## Mở đầu

### Kế hoạch nước Anh
Có thể xem: Western Front tactics, 1917
Việc đề xuất ý tưởng sử dụng một lượng lớn xe tăng lấy từ quân đoàn xe tăng của tướng Hugh Elles trong vùng Cambrai, và sự phụ thuộc vào việc bí mật tăng cường pháo binh để gây bất ngờ cho đối phương lấy từ tướng Henry Hugh Tudor, chỉ huy của sư đoàn tăng- bộ binh số 9 (Scottish). Vào tháng 8/1917, Todur đưa ra ý tưởng về cuộc tấn công bất ngờ vào quân khu IV, ông đề xuất tấn công chủ yếu bằng pháo binh- bộ binh, các đơn vị này sẽ được một ít xe tăng, thiết giáp hỗ trợ để đảm bảo việc đột phá thành công vào phòng tuyến Hindenburg của Đức. Người Đức phòng thủ rất mãnh liệt; Cambrai có một khoảng thời gian yên tĩnh cho đến khi người Đức củng cố lại tuyến phòng thủ chiều sâu của họ và người Anh phát hiện ra. Tudor tìm kiếm phương pháp mới bằng chiến thuật phối hợp các lực lượng pháo binh- kỹ thuật bộ binh và xem hiệu quả của chúng trong việc chống lại các công sự của Đức. Ông cũng ủng hộ việc sử dụng tìm kiếm tọa độ đối phương bằng âm thanh của pháo và chiến thuật dàn trận mai phục khi địch thiếu cảnh giác để đạt được hiệu quả ngay tức thì của vũ khí và gây bất ngờ cho đối phương. Tudor sử dung xe tăng để mở đường xuyên qua những rào chắn dây thép gai, chướng ngại vật đặt tại vị trí của lính Đức trong khi hỗ trợ lực lượng xe tăng với đạn No.106 shell fuze được thiết kế để nổ tung chất nổ cao (HE) phá hủy các hố bom và hỗ trợ cho thiết giáp.

## Diễn biến

### Tập đoàn quân số 3
Trận đánh bắt đầu vào buổi sáng sớm, khoảng 6h ngày 20/11, mở đầu là trận bắn bởi 1,003 pháo đại bác vào phía thành lũy của Đức, theo sau là khói mù và pháo binh bắn yểm trợ từ khoảng cách 270 mét dần tiến về phía trước để yểm hộ cho lớp chiến đấu tiên phong. Mặc dù cố gắng giữ bí mật về trận đánh, nhưng người Đức đã thu thập đủ tin tức tình báo và đã được cảnh báo về trận đánh: Cuộc tấn công vào Havrincourt cũng như việc sử dụng xe tăng của Anh trong trận đánh đã bị lộ. Lực lượng chiến đấu bao gồm 6 sư đoàn bộ binh của quân đoàn 3 (dưới sự chỉ huy của trung tướng Pulteney) phía cánh phải và quân đoàn 4 (dưới sự chỉ huy của trung tướng Woollcombe) phía cánh trái, lực lượng bộ binh được sự hỗ trợ của 9 tiểu đoàn của tập đoàn quân xe tăng với khoảng 437 xe tăng. Quân dự bị là 1 sư đoàn của quân đoàn 4 và 3 sư đoàn thuộc quân đoàn kỵ binh (do trung tướng Kavanagh chỉ huy). Vào lúc đầu, Anh thu được nhiều thành công lớn ở mọi khu vực chiến đấu, và có vẻ chiến thắng đã nằm trong tầm tay; phòng tuyến Hindenburg của Đức đã bị xuyên thủng đến tận 8 km (5 dặm). Ở cánh phải, sư đoàn 12 (Eastern) tiến rất nhanh về phía Lateau Wood trước khi tụ họp lại để tấn công. Sư đoàn 20 (Light) mở một đường xuyên qua La Vacquerie và sau đó tiến vào chiếm cây cầu băng qua kênh St Quentin tại Masnières. Cây cầu đổ sụp trước sức nặng của xe tăng và sư đoàn 20 không thể băng qua con kênh. Ở trung tâm, sư đoàn 6 đã chiếm được Ribécourt và Marcoing nhưng khi kỵ binh băng qua, họ đã bị đánh bật ra khỏi Noyelles.
Ở mặt trận quân đoàn 4, sư đoàn 51 (Highland) bị cầm chân tại Flesquières- mục tiêu đầu tiên của sư đoàn, điều này dẫn đến việc sườn trái của các sư đoàn tấn công bị hở và dễ bị bắn tỉa, chỉ huy của sư đoàn 51, George Montague Harper đã thay thế những chiếc xe tăng của mình và luyện tập chúng theo tiêu chuẩn đặt ra bởi quân đoàn xe tăng. Flesquières là một trong những mũi nhọn mạnh nhất của phòng tuyến Đức và bị đe dọa bị tấn công bên sườn từ những cánh quân mạnh của Anh. Nó được che chở dưới Major Krebs cho phép chống lại các xe tăng, hầu hết 40 cuộc tấn công đã thất bại bởi pháo binh từ phòng tuyến Flesquières. Có rất ít bằng chứng cho hành động của Krüger, mặc dù có thể ông ta phải chịu trách nhiệm cho 9 xe tăng, 28 chiếc xe tăng bị thiệt hại trong trận đánh bởi pháo binh và các cuộc tấn công của người Đức. Haig cho rằng những trận giao tranh nhỏ của bộ binh là cần thiết, và phối hợp nhỏ giữa bộ binh- pháo binh để hỗ trợ cho xe tăng hành quân. Các sĩ quan Đức lờ đi sự thật rằng các xe tăng Anh phải đối mặt với sư đoàn 54 của Đức, sư đoàn đã được huấn luyện chuyên biệt để chống tăng và có nhiều kinh nghiệm trong việc chống tăng Pháp trong trận công kích Nivelle. Quân Đức rút khỏi Flesquières ngay trong đêm.
Ở phía tây của Flesquières, sư đoàn 62 (Anh) băng nhanh qua khu vực Havrincourt và Graincourt để đi tới Bourlon Ridge và cánh trái của quân Anh, Sư đoàn 36 đã đến được đường lộ Bapaume–Cambra. Về xe tăng, mặc dù chỉ có 65 chiếc bị phá hủy nhưng 180 chiếc đã bị đánh bật ra khỏi trận đánh trong ngày đầu tiên, về những thiệt hại khác, sư đoàn 71 thiếu vũ khí trầm trọng và sư đoàn 43 đã thất bại. Nước Anh thương vong 4000 người và bắt được 4200 tù binh. Mặc dù thương vong này chỉ bằng một nửa so với trận đánh Third Ypres nhưng người Anh đã thất bại trong việc chiếm Bourlon Ridge